# Fritz Bühlmann (Architekt)
Fritz Bühlmann (* 19. Juli 1874 in Luzern; † 6. Februar 1956 in München) war ein deutscher Architekt und Zeichner.

## Familie
Der älteste Sohn des Architekten Joseph Bühlmann aus erster Ehe mit der Schweizerin Emma, geb. Stocker, wuchs in München auf, nachdem der Vater 1875 Assistent und 1878 schließlich ordentlicher Professor der Baukunst an der Technischen Hochschule in München geworden war. Die Familie einschließlich des ebenfalls noch in Luzern geborenen Bruders Otto (1875–1951) wurde in München sesshaft und erhielt die bayerische, später die deutsche Staatsbürgerschaft. In München geboren wurde die Schwester Sophie (1876–1933). Nach dem Tod der Mutter 1882 heiratete der Vater 1883 erneut. Der Ehe mit Maria Lang (1860–1929) aus München entstammten die Halbgeschwister Manfred Bühlmann (1885–1955), später Architekt und Bauhistoriker, sowie Karl Bühlmann (* 1886). Eine Tochter Hortense starb noch im Jahr ihrer Geburt, 1888.

## Leben
Nach dem Besuch der Elementarschule trat Fritz Bühlmann 1884 in die 1. Klasse des Maximiliansgymnasiums in München ein und legte hier 1894 erfolgreich die Abiturprüfung ab. Die späteren Maler Julius Seyler, Hermann Kauffmann der Jüngere und ab 1889 Siegmund von Suchodolski waren hier zeitweise seine Mitschüler. Er studierte Architektur an der Technischen Hochschule München. Belegt durch gemeinsame Skizzen sind Exkursionen unter anderem nach Oppenheim, Darmstadt, Ludwigsburg und Nürnberg, an denen auch der spätere Innenarchitekt und Designer Siegmund von Suchodolski teilnahm. Nach dem Abschluss mit dem akademischen Grad eines Diplom-Ingenieurs absolvierte er das obligatorische Staatsbaupraktikum und wurde nach dem bestandenen Staatsexamen zum Bauamtsassessor bzw. Regierungsbaumeister und schließlich zum Regierungsbaurat ernannt. 1907 heiratete Fritz Bühlmann Josefa (Josefine) Bayer aus Eichstätt (* 10. Juli 1876 in Zeilitzheim bei Schweinfurt), eine Tochter von Christoph Friedrich Bayer und Maria Bayer geb. Schwaiger. Vermutlich 1939 wurde er in den dauernden Ruhestand versetzt. Fritz Bühlmann starb im Alter von 81 Jahren und wurde auf dem Münchner Nordfriedhof beigesetzt.

## Künstlerische Tätigkeit
Während seiner Ausbildung und parallel zu seiner beruflichen Tätigkeit, aber auch nach seiner Pensionierung schuf Fritz Bühlmann eine Fülle von Bleistift- und Federzeichnungen sowie Aquarelle. Auch umfangreiche Skizzenbücher, die gelegentlich über mehrere Jahre geführt wurden, sind erhalten. Da die meisten Arbeiten mit Ortsangaben und Hinweisen auf die Zeit der Entstehung versehen sind, dokumentieren sie zusätzlich Fritz Bühlmanns Wohnsitze, Aufenthaltsorte und Lebensphasen: So sind erste Bleistiftzeichnungen 1887 und 1888 noch während der Schulzeit entstanden, Zeichnungen von Exkursionen während des Studiums an der Technischen Hochschule sowie aus München und seinen Vororten und u. a. aus Österreich, ab 1895, Ansichten aus Eichstätt, dem Wohnort der Ehefrau, aus Niederbayern und vom bayrischen Voralpenland, ab 1907, und Ansichten aus Freising und Umgebung, ab 1925 – wohl auch ein Hinweis auf Bühlmanns berufliche Tätigkeit dort, bis zur Pensionierung, 1939. Wichtige Dokumente der Stadtgeschichte sind zweifellos detaillierte Ansichten aus Schwabing-West und Dokumentationen der Kriegszerstörungen in München nach 1945. Eines der letzten, datierten Skizzenbücher ist bezeichnet: >Fritz Bühlmann Ob. Rggs. Baurat a. D. in München 1952<.